# Anastasiya Sidelnikova
Anastasiya Alexéyevna Sidélnikova (en ruso: Анастасия Алексеевна Сидельникова; Tiazhinski, 27 de abril de 2001) es una deportista rusa que compite en lucha libre. Ganó una medalla de oro en el Campeonato Europeo de Lucha de 2025, en la categoría de 59 kg.

## Palmarés internacional
| Campeonato Europeo | Campeonato Europeo      | Campeonato Europeo | Campeonato Europeo |
| Año                | Lugar                   | Medalla            | Categoría          |
| ------------------ | ----------------------- | ------------------ | ------------------ |
| 2025               | Bratislava (Eslovaquia) | Medalla de oro     | 59 kg              |